# Пандино (деревня)
Пандино — деревня в Вичугском районе Ивановской области. Входит в состав Сошниковского сельского поселения.

## География
Находится в северо-восточной части Ивановской области на расстоянии менее 2 км на юго-восток по прямой от районного центра города Вичуга.

## История
В 1872 году здесь (тогда деревни Пандино большое и Пандино малое Кинешемского уезда Костромской губернии) было учтено 20 и 16 дворов соответственно, в 1907 году (уже единая деревня) —50.

## Население
Постоянное население составляло 100 и 90 человек для Пандино большого и малого соответственно (1872 год), 118(1897), 185 (1907), 22 в 2002 году (русские 100 %), 10 в 2010.